# 香港金融管理局
香港金融管理局（簡稱金管局）是獨立於香港政府運作的政府部門，是香港的中央銀行機構，於1993年4月1日成立，由外匯基金管理局與銀行業監理處合併而成，負責香港的金融政策、銀行、貨幣及外匯基金管理，直接向財政司司長負責。其關連機構包括香港按揭證券有限公司、香港印鈔有限公司、香港貨幣及金融研究中心、香港銀行同業結算有限公司及外匯基金投資有限公司。現任金融管理專員（通稱總裁）余偉文。

## 職能
金管局是香港政府架構中負責維持貨幣及銀行體系穩定的機構，獨立於公務員體系，其主要職能為：
- 在聯繫匯率制度的架構內維持港元貨幣穩定
- 促進金融體系，包括銀行體系的穩定與健全
- 協助鞏固香港的國際金融中心地位，包括維持與發展香港的金融基建
- 管理外匯基金

## 政策目標
金管局的政策目標為：
- 在聯繫匯率制度的架構內，透過外匯基金的穩健管理、貨幣政策操作和其他適當措施，維持貨幣穩定；
- 透過規管銀行業務和接受存款業務，以及監管認可機構，促進銀行體系的安全和穩定；及
- 促進金融體系，尤其是支付和結算安排的效率、健全性與發展。[3]

## 歷任總裁
- 任志剛，GBM，GBS，CBE，JP（1993年4月1日 － 2009年9月30日）
- 陳德霖，GBS，JP（2009年10月1日 － 2019年9月30日）
- 余偉文（2019年10月1日 － ）

## 管理層
- 總裁：余偉文
  - 首席法律顧問：簡嘉蘭
  - 助理總裁（機構拓展及營運）：吳英琦
  - 助理總裁（風險管理及監察）/首席風險官（外匯基金投資辦公室）：劉慧娟
- 副總裁：阮國恆
  - 助理總裁（銀行操守）：區毓麟
  - 助理總裁（銀行政策）：陳羿
  - 助理總裁（銀行監理）：朱立翹
  - 助理總裁(法規/打擊清洗黑錢)：陳景宏
- 副總裁：李達志
  - 外匯基金投資辦公室
    - 首席投資官(資產配置)：張繼宗
    - 首席投資官(外聘投資經理)：吳祥趾
    - 首席投資官（公開市場）：李子欣
    - 首席投資官（私募市場）：黃信成
    - 首席策略官  ：張亮

  - 助理總裁（貨幣管理）：何漢傑
- 副總裁：陳維民
  - 助理總裁（外事）：許懷志
  - 助理總裁（金融基建）：周文正
  - 助理總裁（經濟研究）：黃德存
- 高級助理總裁（香港按揭證券有限公司執行董事兼總裁）：鮑克運

## 總部及資訊中心
香港金融管理局總部位於中環金融街8號的國際金融中心二期。總部內設有金管局資訊中心（位於55樓），於2003年12月1日啟用，免費開放給公眾參觀。中心內設展覽館與圖書館。展覽館介紹該局的主要政策目標及各項職能。展覽館分為4個部分：「香港貨幣」部分介紹香港貨幣及銀行體系發展、「政策」部分講述金管局運作、「專題」部分介紹一些金融課題、「歷史長廊」介紹香港貨幣及銀行發展史。而圖書館收藏與中央銀行有關課題的書籍、期刊及其他文獻，館內設影印機及打印機以供使用。2015年金管局拍攝新一輯廣告，並邀得精明女強人「Do姐」鄭裕玲出任代言人。

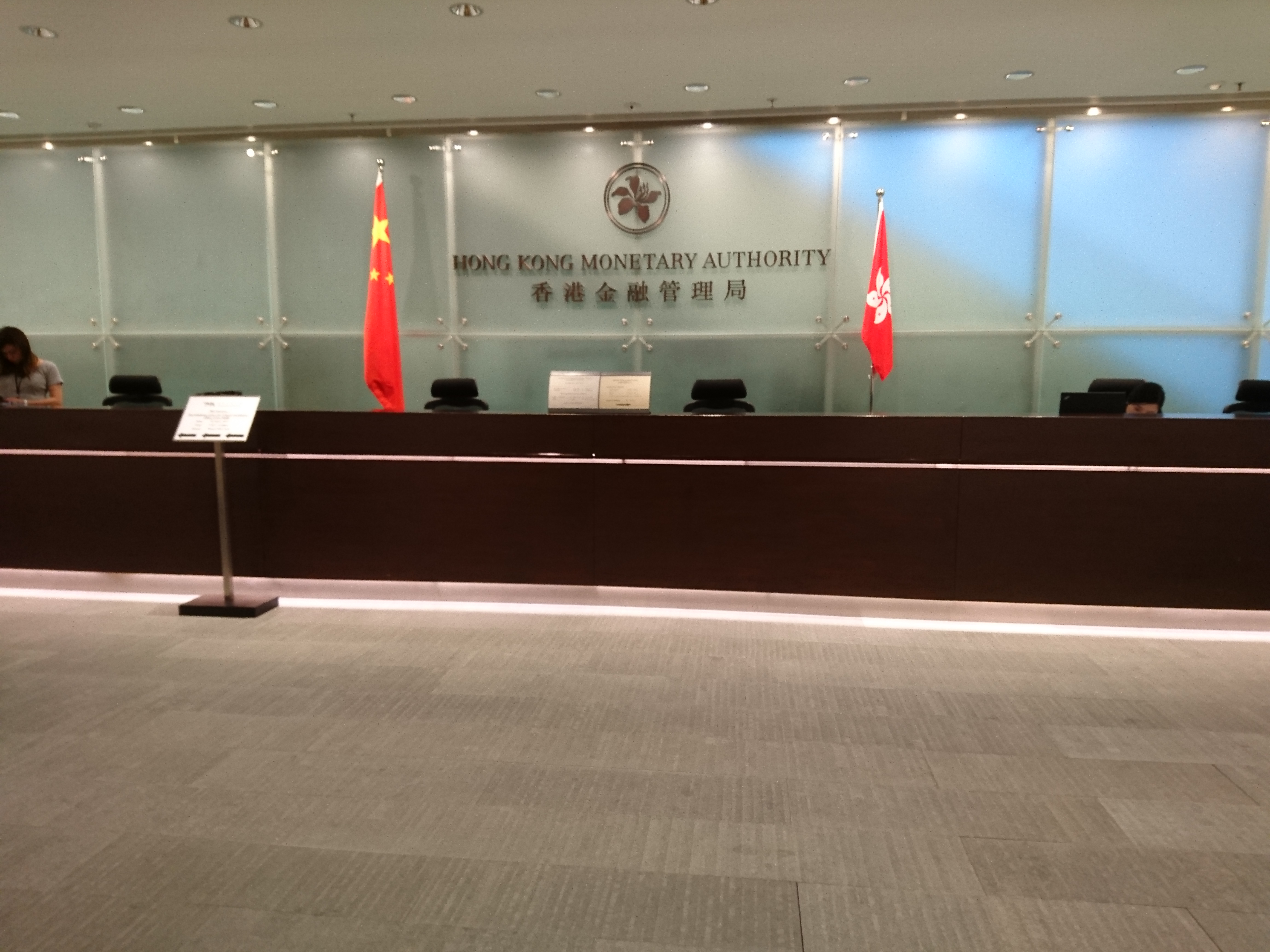
香港金融管理局總部
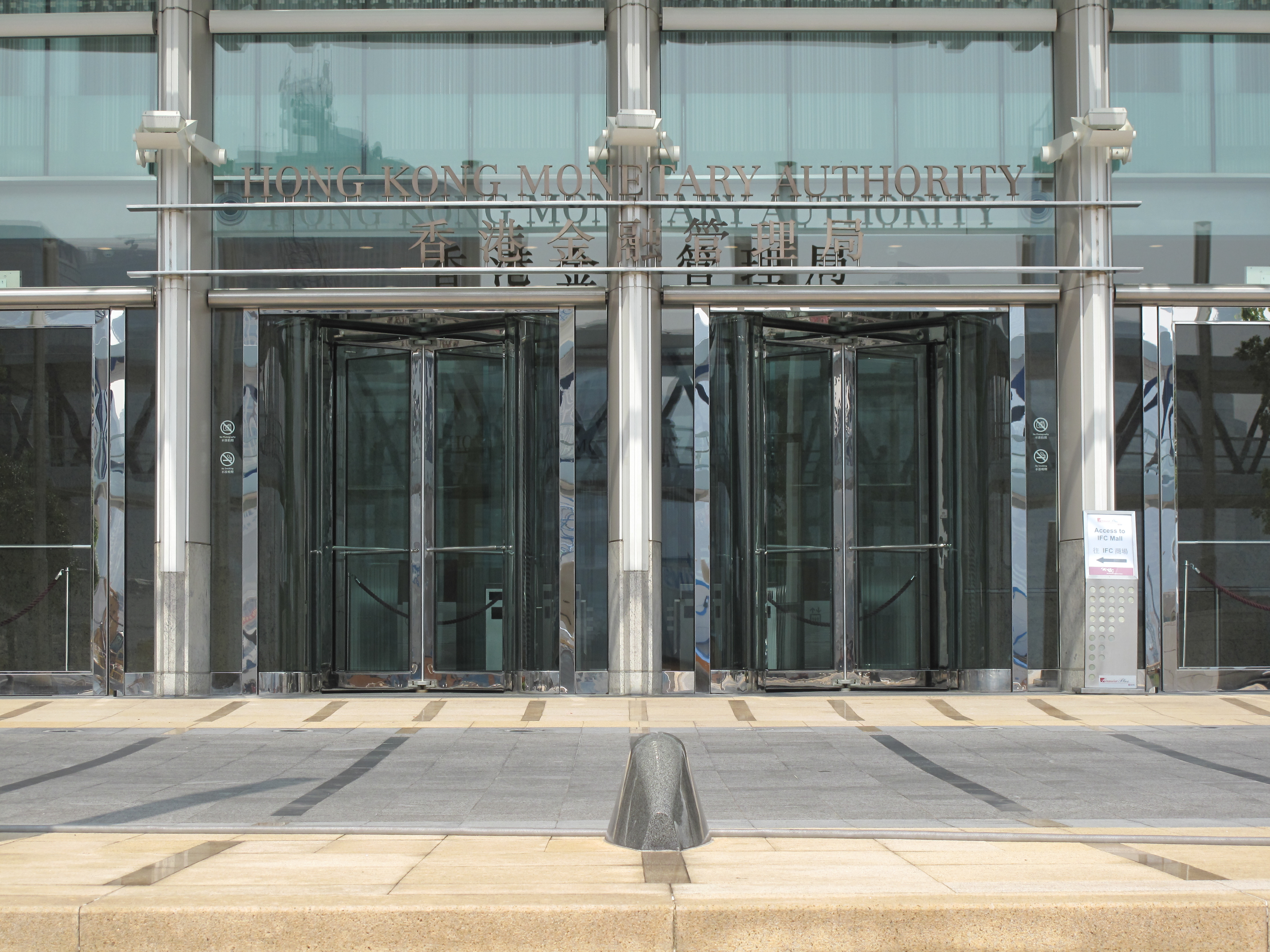
香港金融管理局位於民耀街的入口
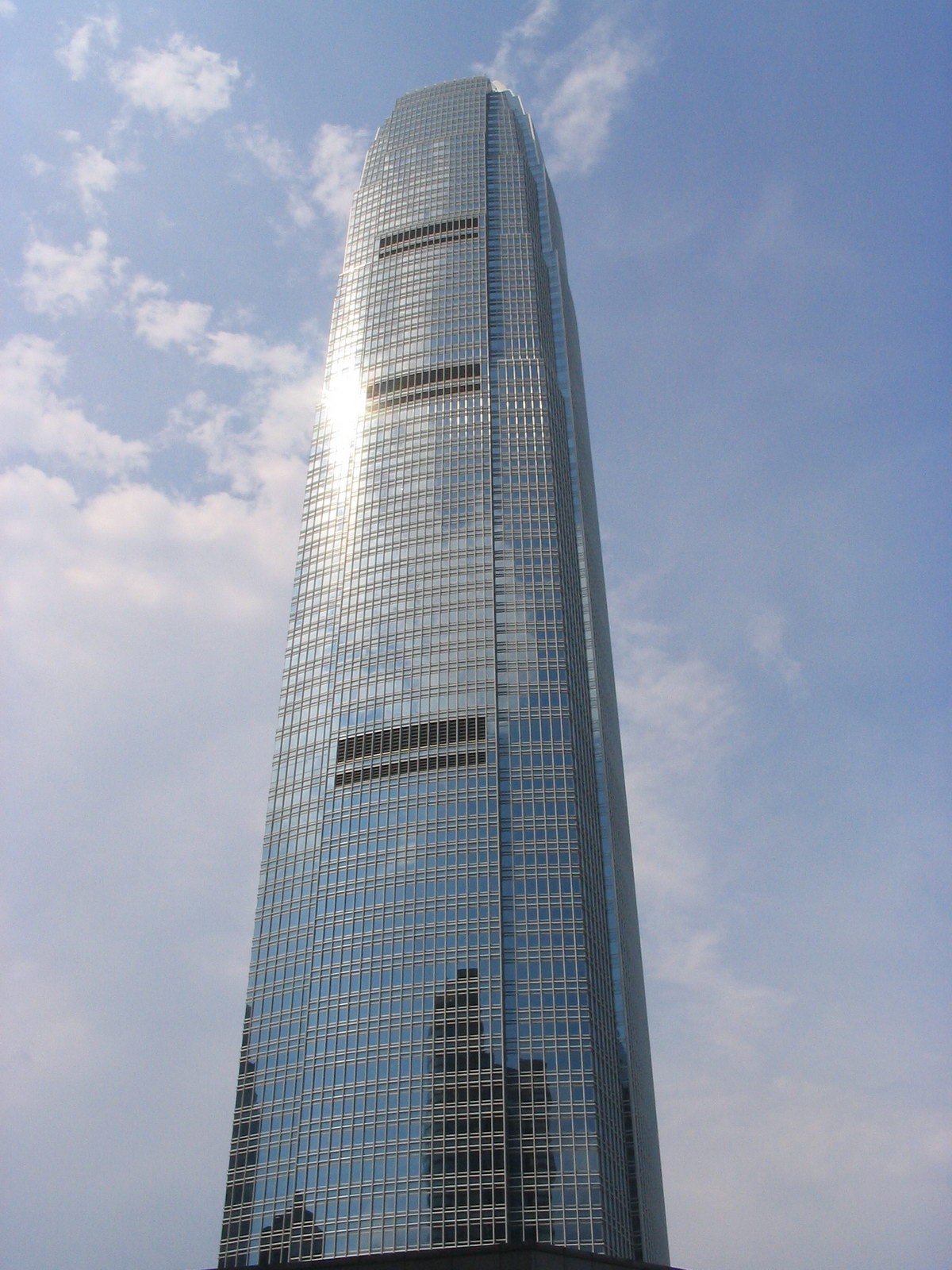
香港金融管理局總部所在大廈 - 國際金融中心二期

## 硬幣收集服務

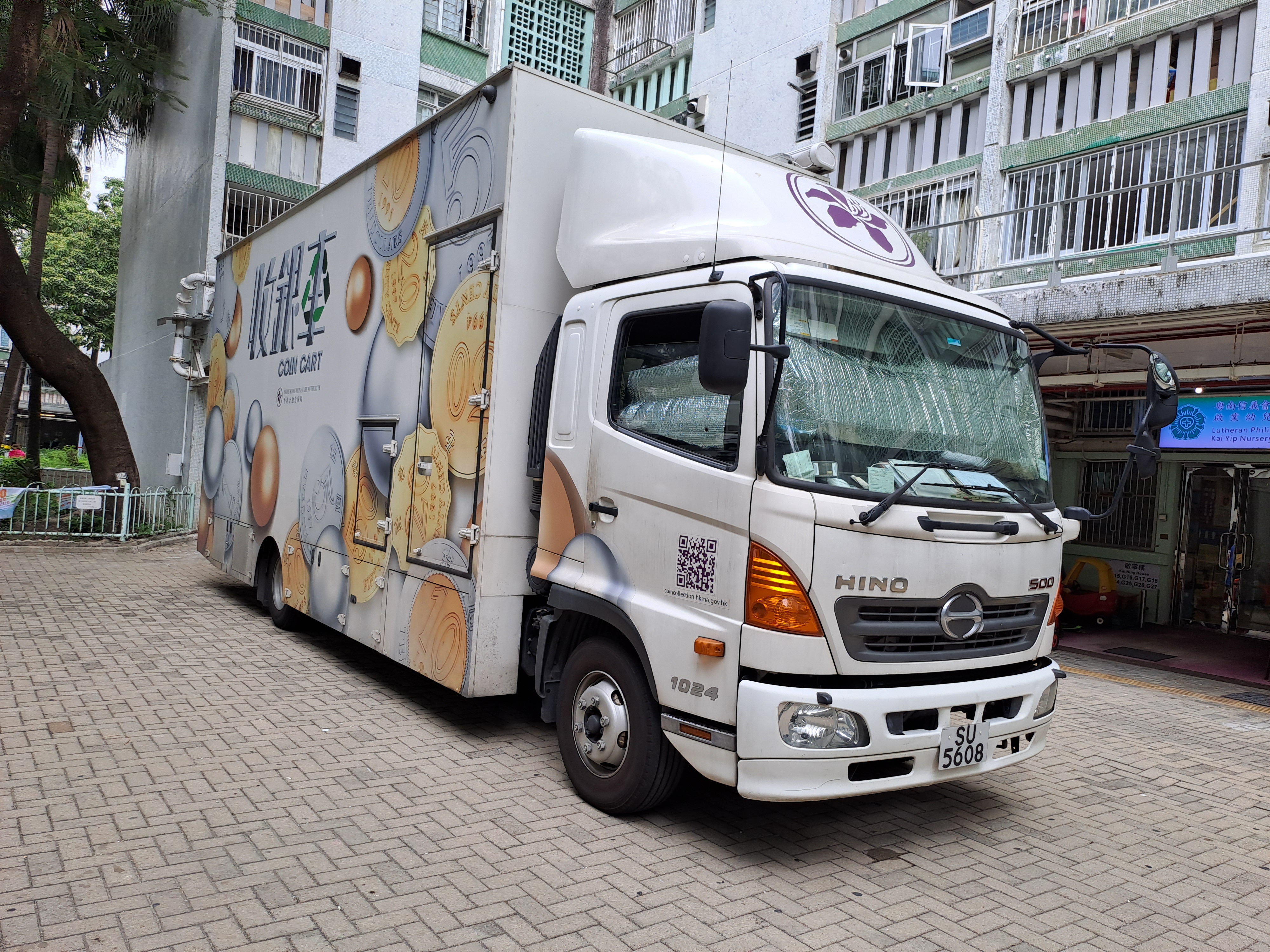
香港金融管理局的其中一輛收銀車於啟業邨收集硬幣

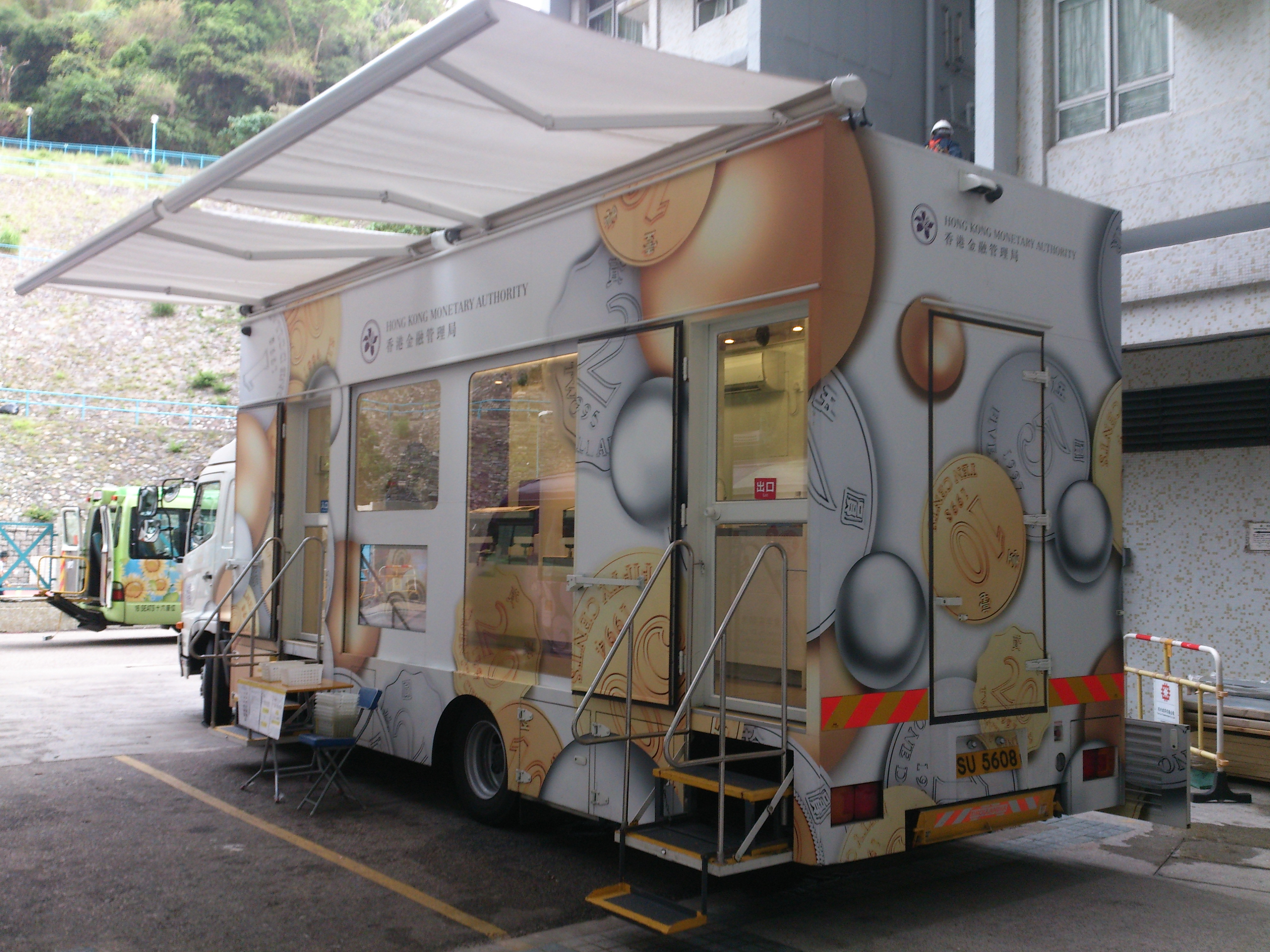
香港金融管理局收銀車出入口

香港金融管理局運作兩輛收銀車，定期到全港各區收集市民積存的硬幣，提供免費找換服務，讓市民化零為整，再增值至八達通卡或電子錢包等。它是全球首個系統性流動硬幣收集計劃，由金管局原創。從2014年10月投入服務至2019年3月，收銀車已經收集硬幣達4.6億枚。
收銀車收集到的硬幣會先經解款公司人員分類，再運往銀行金庫，仍然簇新的硬幣會回流市面，舊款的會收回。殘缺的硬幣會送往英國或加拿大等地的鑄幣廠熔解，再將金屬循環再用。如金管局每月監察貨幣流通量時察覺到硬幣流通不足，便會重新鑄幣，平均來說不會以多於1毫成本鑄造1毫硬幣，硬幣收集計劃有助當局節省另行鑄幣的費用。

## 事件
- 2018年9月30日，香港金融管理局推出快速支付系統「轉數快」，但運作不足1個月便出現轉帳支付漏洞，有苦主遭騙徒藉系統，銀行戶口被非法轉走存款10萬元。金管局副總裁李達志在10月30日稱涉及金額達40多萬，強調與系統保安無關。[6]

- 2019年3月27日，金管局宣布向Livi VB Limited（中銀香港、京東數科及怡和策略控股合資）、SC Digital Solutions Limited（渣打香港、香港電訊、電訊盈科及攜程金融合資），以及眾安虛擬金融有限公司（眾安在線及百仕達集團合資[7][8]）三家授予經營虛擬銀行的銀行牌照，牌照於同日生效，預期已獲發牌照的虛擬銀行的服務可於6至9個月內正式推出，而發出上述虛擬銀行牌照後，香港持牌銀行數目增至155間[9][10][11]。

- 2019年4月10日，金管局宣佈向Welab Digital Limited (WDL)授予經營虛擬銀行的銀行牌照，牌照於同日生效，預期已獲發牌照的虛擬銀行的服務可於6至9個月內正式推出，而發出上述虛擬銀行牌照後，香港持牌銀行數目增至156間[12][11]。

- 2019年5月9日，金管局宣佈向螞蟻商家服務(香港)有限公司（螞蟻金服旗下）、貽豐有限公司（騰訊、工銀亞洲、港交所、高瓴資本聯同Perfect Ridge Limited持有人鄭志剛合資）、洞見金融科技有限公司（小米集團與AMTD Group尚乘集團合資）及平安壹賬通有限公司（中國平安保險旗下）授予經營虛擬銀行的銀行牌照，牌照於同日生效，預期已獲發牌照的虛擬銀行的服務可於6至9個月內正式推出，而發出上述虛擬銀行牌照後，香港持牌銀行數目增至160間[13][11]。

- 2019年6月26日，金管局成立金融學院，以培養金融領袖人才、推貨幣與金融研究（包括應用研究）為目標[14]。
- 2020年11月2日，金管局將推出新基建平台CDI ，使銀行可在用戶許可的情況下獲取數據，令數據分享更容易，以提升銀行效率及減低成本，亦可以特別是中小企客戶獲得更便利的金融服務。[15]